# Чемерика
Чемерика (лат. Veratrum) је род отровних биљака из фамилије Melanthiaceae, који се дуго употребљавао у народној медицини. У Србији расту две врсте — бела чемерика (V. album L.) и црна чемерика (V. nigrum L.)
- листови

## 
Veratrum album, je биљка која делује као седатив на срце, често се ставља у бурмут, али је отровна у већим количинама.